# Adelophryne gutturosa
Espèce
Statut de conservation UICN

 LC  : Préoccupation mineure
Adelophryne gutturosa est une espèce d'amphibiens de la famille des Eleutherodactylidae.

## Répartition
Cette espèce se rencontre de 40 à 2 200 m d'altitude au Venezuela dans l'État de Bolívar, au Guyana, en Guyane et au Brésil dans l'Amapá.
Sa présence est incertaine au Suriname.

## Publication originale
- Hoogmoed & Lescure, 1984 : A new genus and two new species of minute leptodactylid frogs from northern South America, with comments upon Phyzelaphryne (Amphibia: Anura: Leptodactylidae). Zoologische Mededelingen (Leiden), vol. 58, no 6, p. 85-115 (texte intégral).